# Özlü, Orta
Özlü là một thị trấn thuộc huyện Orta, tỉnh Çankırı, Thổ Nhĩ Kỳ. Dân số thời điểm năm 2010 là 894 người.